# Pseudopoda spiculata
Pseudopoda spiculata är en spindelart som först beskrevs av Wang 1990.  Pseudopoda spiculata ingår i släktet Pseudopoda och familjen jättekrabbspindlar. Inga underarter finns listade i Catalogue of Life.